# 阿馬 (堪薩斯州)
阿馬（英語：Arma）是一個位於美國堪薩斯州克勞福德縣的城市。

## 地方資料
根據2020年美國人口普查的數據，阿馬的面積為3.00平方千米，當中陸地面積為2.94平方千米，而水域面積為0.06平方千米。當地共有人口1407人，而人口密度為每平方千米469人。